# Lycosa barnesi
Lycosa barnesi är en spindelart som beskrevs av Gravely 1924. Lycosa barnesi ingår i släktet Lycosa och familjen vargspindlar. Inga underarter finns listade i Catalogue of Life.